# Alaxa
Alaxa (em árabe: ٱلْأَعْشَىٰ; romaniz.: Al-A'sha) ou Maimune ibne Cais Alaxa (Maymun Ibn Qays al-A'sha; Manfuha, Négede, ? — Manfuha, 629) foi um poeta jahiliyyah árabe de Iamama, na Arábia. Ele alegou ter recebido inspiração de um gênio chamado Misḥal. Embora não fosse cristão, seus poemas demonstram familiaridade com o cristianismo.

## Biografia
Alaxa nasceu antes de Maomé, e viveu o tempo suficiente para aceitar a missão do profeta. Nasceu em Manfuha, uma aldeia em Iamama, um antigo distrito situado a leste do planalto do Négede, na atual Arábia Saudita. Tornou-se um cantor errante, viajando por toda a Arábia, desde Hadramaute, no sul, até Hira, ao norte, e, naturalmente, frequentando a feira anual em Taife. Recebeu o apelido de Alaxa, que significa “míope” ou “cego noturno” depois que perdeu a visão. Ele continuou a viajar mesmo após ficar cego, especialmente ao longo da costa oeste da península arábica. Foi então que ele se voltou para a escrita de panegíricos como meio de sustento. Seu estilo, dependente de efeitos sonoros e palavras estrangeiras encorpadas, tende a ser artificial.
Seus poemas de amor são dedicados ao louvor de Huraira, uma escrava negra. Diz-se que ele acreditava nos temas escatológicos cristãos da Ressurreição e do Juízo Final, e era monoteísta. Essas crenças podem ter sido devidas a suas interações com o bispo de Najrã e os ibaditas (cristãos) de Hira. Seus poemas foram elogiados por suas descrições do asno selvagem, pelo louvor ao vinho, por sua habilidade em louvar e satirizar, e pela variedade de métricas empregadas. Seus poemas mais conhecidos são os de louvor a Maomé.
Philip F. Kennedy escreve sobre o amor de Alaxa pelo vinho: “Diz-se que ele quase se converteu ao islamismo em 629, mas não chegou a fazê-lo, dissuadido no último minuto ao descobrir, já a caminho da visita a Maomé, sobre a proibição islâmica do vinho” e “Alaxa se ocupava muito com o vinho, tanto que isso foi considerado o motivo de sua recusa em se converter ao Islã”.
Uma de suas cássidas ou odes às vezes é incluída no Mu'allaqat, uma coleção antiga de poesia árabe.

## Edições
- Seus poemas foram reunidos de várias fontes no Les Poètes arabes chrétiens, de Louis Cheikho (Editora jesuíta, Beirute, 1890), páginas 357–399.[3]
- Seu elogio a Maomé foi editado por H. Thorbecke, em Al Aša's Lobgedicht auf Muhammad  (Leipzig, 1875).[3]